# Viljem I. Brederodski
Viljem I. Brederodski (* ok. 1226 v Santpoortu, † 3. junij 1285 v  Velsnu) je bil  je bil holandski plemič - gospod Brederodski, ki je izhajal iz gospodov Teylingenskih, ki so bili v sorodu s holandskimi  grofi. 

## Življenjepis
Bil je sin Dirka I. Brederodskega in Alvaradis Heusdenske. Viljem ni bil priznan kot gospod Brederodski do leta 1244, deloma zato, ker je bil prejšnja leta še mladoleten. Leta 1248/49 je Brederodski spremljal grofa Viljema II. Nizozemskega na pohodu proti upornikom nad Renom v Porurju, leta 1256 pa se je udeležil vojnega pohoda proti Zahodnim Frizijcem. Leta 1255 je bil imenovan za viteza in leta 1269 imenovan za sodnega izvršitelja Kennemerlanda. Leta 1272 je obljubil vojaško pomoč grofici Adelajdi Holandski. 25. junija 1282 mu je grof podelil  sodno pravico oziroma sodišča v Goudriaan, Hardinxveld, Papendrecht, Peursum en Slingeland. Leta 1277 se omenja kot lastnik posesti Papendrechta. Dne 14. septembra 1282 ga je holandski grof Floris V. priznal za lastnika in gospoda Papendrechta.
V drugi polovici 13. stoletja je zgradil grad Brederode blizu Santpoort-Zuid v obliki stanovanjskega stolpa. Ime Brederode se nanaša na izkrčen gozdni del (Brede Roede), na katerem je zgrajen grad. Grad je bil del visokega gospostva Brederode , ki ga je brederodskim gospodom v 13. stoletju podelil holandski grof. Po njegovi smrti je njegov sin Dirk II. Brederodski dal dograditi kvadratni grad.
Viljem je bil po smrti pokopan v Brederodski kapeli cerkve Engelmundus v Velsnu.

## Družina in otroci
Viljem se je leta 1254 poročil s Hillegondo Voorneško, v njunem zakonu se je rodilo sedem otrok:
- Dirk II. Dobri 1256-1318 - naslednik
- Alveradan Brederodska 1258-1323, poročena z  Herman VI. Woerdenski, enim od  izdajalcev grofa Florisa V..
- Rikarda Brederodska ±1263-1303
- Floris I. (Florentius) Schotenski ( Adrichem) ±1265-1327
- Alajda Brederodska 1260-1333
- Teoderik (nezakonski ?) Schotenski <1297-?
- Viljem Ver Margrietsone (nezakonski sin) Brederodski ?-1317

| Viljem I. Brederodski Gospodje BrederodskiRojen: ok. 1226 Umrl: 3. junij 1285 |                                     |                     |
| Predhodnik: Dirk Brederodski                                                  | Gospod Brederodski 1236/1244 – 1285 | Naslednik: Dirk II. |